# Peter Madsen (politiker)
 Der er flere personer med dette navn, se Peter Madsen.
Peter Michael Madsen (født 29. november 1957) er en dansk politiker og medlem af Folketinget for Venstre i 2010. Han er uddannet i statskundskab på Århus og Københavns Universitet. Arbejder dagligt i Videnskabsministeriet i IT- og Telestyrelsen. Opstillet i Faxe-kredsen. Stedfortræder og folketingsmedlem i nogle måneder i 2010 og er tidligere boligordfører for Venstre. Han var også medlem af Roskilde Byråd.
Peter Madsen er bosat i Roskilde og er gift og har et barn.